# Berry Glacier
Berry Glacier är en glaciär i Antarktis. Den ligger i Västantarktis. Inget land gör anspråk på området. Berry Glacier ligger 381 meter över havet.
Terrängen runt Berry Glacier är platt åt nordväst, men åt sydost är den kuperad. Trakten är obefolkad. Det finns inga samhällen i närheten. 